# Rafael Hernández (humorista)
Rafael Hernández Salguero (Ciudad de Guatemala, 9 de octubre de 1939 – 10 de agosto de 2023), más conocido por su nombre artístico «Velorio», fue un cómico guatemalteco.

## Biografía
Nació en 1939 en el barrio de Gerona en la zona 1 de la Ciudad de Guatemala, pero aún recién nacido su familia se muda a Zacapa, en donde vive hasta los siete años. Su familia se dedicó a actividades agrícolas y residió en el barrio de «Las Flores».
A los 15 años regresó a la ciudad de Guatemala, radicándose a hora en el barrio de La Iglesia de La Candelaria en la zona 1. Comenzó a trabajar desde muy niño vendiendo periódicos y  lustrando zapatos y prácticamente creció en los parques públicos del Centro Histórico de la ciudad. En ese tiempo costaba cinco centavos de quetzal el lustre de un par de zapatos y Hernández hacía un promedio de veinte lustres al día; por la tarde, compraba una cajita de chicles que le costaba 35 centavos y luego vendía cada uno a cinco centavos, obteniendo una ganancia de sesenta centavos a cada cajita. También compraba periódicos —El Imparcial, principalmente— a dos centavos el ejemplar, para venderlo a cinco centavos.
La mamá era muy pobre, y a todos sus hermanos les tocó trabajar; el papá, un alcohólico empedernido no murió de cirrosis a lo que el propio Hernández se refiere diciendo: «se enfermó del alcohol que vendían en aquel tiempo». A Hernández no le gustaba asistir a la escuela porque sus compañeros se burlaban de su acento oriental; al respecto comentó una vez: «cuando vine hablaba como zacapaneco, y todos mis compañeros se mofaban de mí. Todo eso me molestaba y casi no iba a la escuela; prefería trabajar».
Después de algunos años, inicio en el mundo del espectáculo actuando por las noches en clubes nocturnos de la ciudad; luego, en 1969 se fue a vivir a Los Ángeles, California, y cuando regresó a Guatemala en 1973 ya tenía como único objetivo de grabar su primer disco de chistes.  En esa ciudad vivió hasta 1997 y luego regresó definitivamente a Guatemala.
El 15 de febrero de 2012 se inauguró la «Casa de Velorio», que es un espacio dedicado al arte guatemalteco, donde todo tipo de artistas pueden expresarse y darse a conocer. El lugar está ambientado con una decoración que muestra la carrera artística de Velorio, con fotos, carteles y artículos que lo han acompañado desde que empezó en el mundo de la comedia, en 1969.

### Origen del sobrenombre Velorio
En palabras del propio Rafael Hernadez: «Nací en el barrio de Gerona, en donde, por la década de 1940 y 1950, a los muertos los velaban en sus casas y era una verdadera fiesta donde regalaban licor, se jugaba cartas y contaban chistes. Yo quise dejar una remembranza de esa época, por eso elegí el nombre artístico de Velorio. Eso sucedió cuando vivía en Los Ángeles y vine a grabar mi primer disco, el cual tuvo como portada la fotografía de un velatorio».

## Discografía
Rafael Hernández con su personaje ha grabado siete discos de larga duración, dieciséis casetes y diecisiete discos compactos.